# Rick & Renner e Você...
Rick & Renner e Você... é o primeiro álbum ao vivo e o segundo DVD da dupla sertaneja Rick & Renner, lançado em 2005. Foi gravado no Olympia, em São Paulo, nos dias 24 e 25 de junho de 2005, com a produção de Rick Sollo e Manoel Nenzinho Pinto.
Esse CD/DVD contém grandes sucessos da dupla, como "Ela é Demais", "Filha", "Nóis Tropica, Mas Não Cai", "Eu Mereço", "Nos Bares da Cidade", "Eu Sem Você" e "Bebedeira", além da inédita "Homem Carente".
O álbum alcançou o 4º lugar no ranking dos álbuns mais vendidos de São Paulo em maio de 2006.

## Faixas
| CD  |                                                                         |                                                                          |         |  |
| N.º | Título                                                                  | Compositor(es)                                                           | Duração |  |
| 1.  | "A Força Do Amor"                                                       | Cleberson Horsth / Ronaldo Bastos                                        | 4:46    |  |
| 2.  | "Ela é Demais"                                                          | Elias Muniz                                                              | 3:37    |  |
| 3.  | "Doidinho Por Você"                                                     | Rick                                                                     | 3:47    |  |
| 4.  | "De Volta Para O Futuro"                                                | Kiko / Tavinho Paes                                                      | 4:52    |  |
| 5.  | "Homem Carente"                                                         | Rick                                                                     | 4:13    |  |
| 6.  | "Filha"                                                                 | Rick                                                                     | 4:51    |  |
| 7.  | "Brega Demais"                                                          | Rick / Alexandre                                                         | 3:35    |  |
| 8.  | "Nóis Tropica, Mas Não Cai"                                             | Rick / Alexandre                                                         | 4:01    |  |
| 9.  | "Em Qualquer Lugar Do Mundo"                                            | Rick                                                                     | 4;10    |  |
| 10. | "Pot-Pourri: Escolta De Vagalumes / Porta Do Mundo / Poeira Da Estrada" | Luis Carlos Garcia / Zezety; Peão Carreiro / Zé Paulo; Rick / João Paulo | 5:26    |  |
| 11. | "Eu Mereço"                                                             | Rick                                                                     | 4:19    |  |
| 12. | "Nos Bares Da Cidade"                                                   | Rick                                                                     | 4:03    |  |
| 13. | "Eu Sem Você"                                                           | Rick                                                                     | 3:34    |  |
| 14. | "Bebedeira"                                                             | Rick                                                                     | 4:03    |  |
| 15. | "Nossa Senhora Aparecida"                                               | Rick                                                                     | 5:16    |  |

| DVD |                                                                         |                                                                          |         |  |
| N.º | Título                                                                  | Compositor(es)                                                           | Duração |  |
| 1.  | "A Força Do Amor"                                                       | Cleberson Horsth / Ronaldo Bastos                                        |         |  |
| 2.  | "Só Pensando Em Você"                                                   | Liah                                                                     |         |  |
| 3.  | "Ela é Demais"                                                          | Elias Muniz                                                              |         |  |
| 4.  | "Fim de Semana"                                                         | Ivar David Costa / Reny de Oliveira                                      |         |  |
| 5.  | "Doidinho Por Você"                                                     | Rick                                                                     |         |  |
| 6.  | "De Volta Para O Futuro"                                                | Kiko / Tavinho Paes                                                      |         |  |
| 7.  | "Filha"                                                                 | Rick                                                                     |         |  |
| 8.  | "Mãe"                                                                   | Rick                                                                     |         |  |
| 9.  | "Homem Carente"                                                         | Rick                                                                     |         |  |
| 10. | "Brega Demais"                                                          | Rick / Alexandre                                                         |         |  |
| 11. | "Nóis Tropica, Mas Não Cai"                                             | Rick / Alexandre                                                         |         |  |
| 12. | "Em Qualquer Lugar Do Mundo"                                            | Rick                                                                     |         |  |
| 13. | "Pot-Pourri: Escolta De Vagalumes / Porta Do Mundo / Poeira Da Estrada" | Luis Carlos Garcia / Zezety; Peão Carreiro / Zé Paulo; Rick / João Paulo |         |  |
| 14. | "Gostando Só" (part. Monalisa Nunes)                                    | Rick / Monalisa                                                          |         |  |
| 15. | "Eu Mereço"                                                             | Rick                                                                     |         |  |
| 16. | "Nos Bares Da Cidade"                                                   | Rick                                                                     |         |  |
| 17. | "Eu Sem Você"                                                           | Rick                                                                     |         |  |
| 18. | "Bebedeira"                                                             | Rick                                                                     |         |  |
| 19. | "Nossa Senhora Aparecida"                                               | Rick                                                                     |         |  |
| 20. | "Eu Sem Você" (bis)                                                     | Rick                                                                     |         |  |
| 21. | "Bebedeira" (bis)                                                       | Rick                                                                     |         |  |

## Certificações
| Brasil (ABPD)                             | Ouro | 2005 | 100.000* |
| *número de vendas baseado na certificação |      |      |          |